# Янишевський Микола Миколайович
Мико́ла Микола́йович Янише́вський (1860—1928) — інженер-будівельник. Працював у Києві на початку ХХ століття у модернізованих формах історичних стилів.

## Біографія
Народився в 1860 році. У 1914 році був головою Ради комерційних училищ.
За його проєктами і під наглядом в Києві були зведені:
- дитячий притулок-ясла імені Г. Гладинюка поблизу клінічного містечка на Батиєвій горі на вул. Клінічній, 25;
- комерційне училище групи викладачів (провулок Алли Горської).

Проєкт гімназії був нагороджений золотою медаллю Педагогічної виставки в Петрограді, а проєкт училища — великою срібною медаллю на Київській обласній виставці.
Жив в Києві на вулиці Трьохсвятительській, 25. Помер у 1928 році. Похований в Києві на Лук'янівському цвинтарі (ділянка № 31, ряд 4, місце 15).
1911 року за його проєктом розширено існуючу церкву Михала Архангела у селі Кожухівка Васильківського району.